# کوزومور
کوزومور (به صربی: Kozomor) یک کوه در صربستان است که در Western Serbia واقع شده‌است. کوزومور ۱٬۰۰۷ متر بالاتر از سطح دریا واقع شده‌است.